# José Ignacio Ceniceros
José Ignacio Ceniceros González, né le 11 mai 1956 à Villoslada de Cameros, est un homme politique espagnol membre du Parti populaire (PP).

## Biographie

### Vie professionnelle
Il est diplômé en éducation générale primaire, s'étant spécialisé en philologie française. Il exerce d'abord le métier de professeur, puis devient fonctionnaire de l'administration pénitentiaire.

### Débuts et ascension en politique
Il est nommé secrétaire général de l'Alliance populaire de La Rioja (APLR), sous la présidence de Joaquín Espert, en 1988.
Lors des élections générales anticipées du 29 octobre 1989, il se présente au Sénat. Il remporte 58 331 voix, soit le deuxième meilleur score de La Rioja, ce qui assure son élection en tant que sénateur. Au cours de ce premier mandat, il est deuxième vice-président de la commission des Pétitions.
En 1990, il est relevé de ses fonctions dans l'appareil du désormais Parti populaire de La Rioja (PPLR), qu'il retrouve en 1993 avec l'élection à la présidence de Pedro Sanz. Il n'est pas candidat à un second mandat sénatorial, en 1993.

### Député régional et président du Parlement
Il est cependant élu, au cours des élections régionales du 28 mai 1995, député au Parlement de La Rioja, alors que le PPLR y remporte la majorité absolue. L'assemblée nouvellement élue le désigne ensuite comme sénateur, où il est porte-parole adjoint du groupe PP à la commission de la Défense.
À la suite du scrutin du 13 juin 1999, José Ignacio Ceniceros est élu à 43 ans président du Parlement de La Rioja. Il quitte alors ses fonctions de secrétaire général du PPLR et son mandat de sénateur.

### Élections municipales de 2015
Systématiquement reconduit, il choisit pour les élections du 24 mai 2015 d'être tête de liste dans sa ville natale de Villoslada de Cameros, renonçant à présider l'assemblée parlementaire mais pas à s'y présenter. Il réalise un score de 67 % des voix, ce qui lui donne 5 sièges sur 7 au conseil municipal. Il est investi maire le 13 juin et abandonne ses fonctions parlementaires cinq jours plus tard.

### Président de La Rioja
À peine trois jours plus tard, Pedro Sanz renonce à exercer un sixième mandat, afin de faciliter la signature d'un accord entre le Parti populaire, qui a perdu sa majorité absolue, et Citoyens - Parti de la Citoyenneté (C's) ; il annonce à cette occasion que Ceniceros prendra sa suite.
Lors du premier vote d'investiture, le 1er juillet suivant, il ne remporte que les 15 voix du PPLR, conformément à son accord avec les 4 élus de C's, qui s'abstiennent, tandis que les 10 députés du Parti socialiste ouvrier espagnol de La Rioja (PSOE-LR) et les 4 représentants de Podemos votent contre. Il obtient finalement l'investiture le 3 juillet avec les mêmes résultats, la majorité simple étant cette fois suffisante.
José Ignacio Ceniceros est officiellement nommé président de La Rioja le 7 juillet, mettant fin à vingt ans de mandat de Pedro Sanz.
En février 2017, à l'issue du 18e congrès national du PP, il indique vouloir postuler à la présidence de la fédération du parti dans la communauté autonome, contre l'avis de Sanz qui a lancé la candidature de la maire de Logroño Cuca Gamarra. Alors que sa concurrente lui est préférée par la direction nationale et Pedro Sanz, il s'impose lors du vote des adhérents réunis en congrès le 1er avril avec seulement 109 voix d'avance sur environ 2 000 suffrages exprimés.

### Retrait
Après avoir manifesté sa volonté de quitter la présidence du PP de La Rioja en janvier 2020, José Ignacio Ceniceros accepte de rester en poste le temps d'organiser sa succession. Il démissionne formellement en octobre 2022 après la validation, sans vote interne des militants, de la désignation de Gonzalo Capellán comme chef de file électoral. La présidence du parti revient temporairement à son ancien conseiller à l'Éducation, Alberto Galiana,. Un an plus tard, dans la perspective du XVIIe congrès régional du parti, il parraine le seul candidat à la présidence et nouveau président de la communauté autonome, Gonzalo Capellán

### Vie privée
Il est marié et père d'une fille.